# Neuburg an der Kammel
Neuburg an der Kammel är en köping (Markt) i Landkreis Günzburg i Regierungsbezirk Schwaben i förbundslandet Bayern i Tyskland.